# Secteur agroalimentaire
 (janvier 2017).
Si vous disposez d'ouvrages ou d'articles de référence ou si vous connaissez des sites web de qualité traitant du thème abordé ici, merci de compléter l'article en donnant les références utiles à sa vérifiabilité et en les liant à la section « Notes et références ».
Le secteur agroalimentaire ou secteur agro-alimentaire ou encore Complexe agro-industriel est un secteur d'activité correspondant à l'ensemble des entreprises des secteurs primaires (les exploitations agricoles) qui produisent des aliments et secondaire (l'industrie agroalimentaire) qui transforment ceux-ci en aliments industriels.
Il regroupe deux ensembles (n'est pas comptabilisée la part de secteur agricole composé des producteurs fermiers et leurs innombrables productions et transformations fermières de faibles volumes qui sont commercialisées en vente directe) :
- le secteur agricole, qui élève le bétail (cheptels moyens à importants), cultive les végétaux (grandes cultures) et vend les productions agricoles obtenues à l'industrie agroalimentaire ;
- l'industrie agroalimentaire, qui transforme le bétail et les végétaux cultivés en produits alimentaires industriels.

Ce secteur d'activité a sa propre économie, qui regroupe les activités de transformation et de commercialisation de produits agro-alimentaires tels que les produits laitiers industriels.
Les cultures d'agroressources à des fins non alimentaires (pharmaceutiques, chimiques, textiles, énergétiques) bien que liées à des filières agro-industrielles spécifiques, restent regroupées dans cette branche générale d'activité.
Ou bien les usines de transformation des produits agricoles vivriers en aliments prêts à consommer.

## Organisation du secteur
On peut former une chaîne de trois maillons importants dans l'agroalimentaire. 

### Maillon amont
Cet ensemble comporte :
- les fabricants de matériel agricole (ex. : tracteur, moissonneuse-batteuse) ;
- les fabricants d'intrants (ex. : engrais, pesticides, fongicides) ;
- les producteurs de semences.

### Maillon central
Cet ensemble comporte tous les producteurs (éleveurs, agriculteurs, producteurs de fruits, de champignons, et par extension pêcheurs et parfois chasseurs, récolteurs de petits fruits sauvages...). Stricto sensu, il s'agit des personnes à l'origine des produits agricoles qui seront mis sur le marché (transformés ou non).

### Maillon aval
Cet ensemble transforme les produits agricoles fournis par le secteur primaire (secteur agricole). Il s'agit ici par exemple :
- de les rendre inerte (ex. : abattage du bétail, pasteurisation, stérilisation) ;
- de les raffiner (ex. : blanchiment du sucre, du sel) ;
- d'en extraire une partie (ex. : amidon du maïs, extraits de plantes - texturants, aromatique, colorants alimentaires) ;
- de les cuisiner (ex. : broyage, torréfaction, lyophilisation, cuisson, fabrication d'arômes de transformation) ;
- de les assembler (ex. : soupes, sauces, plats cuisinés) ;
- de les conditionner (ex. : légumes ou viande en barquette ou sachet) ;

Il s'agit alors des procédés agroalimentaires.

## Recherche
Le secteur de la recherche crée de nouvelles plantes et de nouveaux animaux par différentes méthodes (hybridation, sélection, modification génétique).
En France, l'INRA est un acteur majeur. Les instituts techniques agro-industriels, fédérés au sein du réseau ACTIA, participent également activement à la recherche en agroalimentaire, avec une activité importante de transfert vers les entreprises.

## Modèle économique
En amont de la chaîne agroalimentaire, les agriculteurs fournissent les produits agricoles. En aval de la chaîne, les commerçants écoulent les aliments achetés aux transformateurs agro-alimentaires. Les laboratoires de recherche et développement sur les animaux et les plantes, les sociétés de services de transport et de logistique et les agences de marketing sont des prestataires très présents dans ce marché aux côtés des producteurs et des transformateurs.

## Par pays
[à développer]

### France
En 2013, la production et transformation agroalimentaire française a reculé de 2,2 %, selon l'Association nationale des industries alimentaires. Le chiffre d'affaires pour l'agroalimentaire en France est de 170 milliards d'euros pour l'année 2015, ce qui en fait la première industrie en France.
Le secteur connait en 2021 des difficultés de recrutement à un niveau inobservé depuis 1991. Selon les Echos, les chefs d'entreprise sont respectivement 70,6 % et 73 % à déclarer des difficultés de recrutement dans ce secteur, ce que confirme en 2021 l'Association bretonne des entreprises agroalimentaires.

### Canada
En 2015, le Québec et le Canada font beaucoup d'exportations et ils les vendent en particulier aux États-Unis qui représente 61 % des exportations ensuite, vient le Japon avec 7 % des produits alimentaires exportés du Québec, la Chine 4 %, la Russie 3 % et les Pays-Bas 2 %. Les principaux produits exportés sont la viande et le porc[réf. nécessaire]. Au Québec, en Abitibi Témiscamingue, on retrouve quelques fermes agroalimentaires. Il y a Boréalait situé dans la MRC d'Amos, à Saint-Félix-de-Dalquieret Nordvie, situé dans la MRC du Témiscamingue, à St-Bruno-de-Guigues. 